# Humbert z Romans
Blahoslavený Humbert z Romans (nebo též di Romans či z Romaně) (asi 1194 – 14. července 1277) byl francouzský dominikánský kněz a pátý magistr dominikánského řádu (1254–1263).

## Život

### Mládí
Narodil se kolem roku 1194 v Romans-sur-Isère v jihovýchodní Francii, asi 40 km jižně od Lyonu. Ještě před vstupem do dominikánského řádu studoval od roku 1215 v Paříži teologii a kanonické právo, dosáhl zde titulu magistra a posléze působil jako profesor.

### V dominikánském řádu
Uvažoval o vstupu ke kartuziánům, kam vstoupil jeho bratr, ale 30. listopadu 1224 přijal pod vlivem bl. Jordána Saského hábit dominikánského řádu. Po slibech byl v letech 1226–1236 ustanoven lektorem teologie v klášteře v Lyonu, v letech 1237–1239 zde byl převorem. V roce 1238 byl zvolen provinciálem provincie Romana (Toskánsko) a jeho italské působení vedlo až k jeho kandidatuře v konkláve, mohl tedy být zvolen papežem, roku 1241, kde se však proti jeho volbě postavili Orsiniové a další vlivné římské rody. Hubert se v roce 1244 vrátil do Francie, kde byl zvolen provinciálem provincie Francie (ve funkci vystřídal Huga ze Saint-Cher, který se v témže roce stal prvním dominikánským kardinálem) a nakonec byl na generální kapitule řádu konané v Budapešti dne 1. června 1254 zvolen v pořadí pátým magistrem řádu. Ve funkci setrval do roku 1263, kdy na ni dobrovolně, nejspíš ze zdravotních důvodů, na generální kapitule v Londýně rezignoval.

### Magistrem řádu
Během svého působení ve funkci magistra Humbert významně přispěl k reorganizaci a sjednocení celého řádu. Připravil nové řádové konstituce (s malými obměnami platily až do roku 1924), díky nimž se zlepšila disciplína v řádových domech. Z jeho podnětu byl vypracován program generálních studií, tzv. Ratio studiorum. Připravil též nové konstituce pro dominikánské mnišky (v platnosti byly do roku 1932). Připravil podklady ke svatořečení otce řádu sv. Dominika a mučedníka sv. Petra Veronského. Plodem těchto zkoumání je mimo jiné stále populární knížka dominikána Geralda de Fracheta, Humbertova současníka, Vitae Fratrum (Životy bratří; výběr česky vydalo nakladatelství Krystal OP). Humbert bratry rovněž povzbuzoval ke studiu cizích jazyků, aby se lépe uplatnili, když káží cizím národům. Díky němu rovněž získala deifintivní podobu dominikánská liturgie. Zavedl jednotný lekcionář pro celý řád.
Za jeho působení doznal řád neobyčejného rozmachu zvláště v Itálii, Německu, Španělsku, Francii a Anglii. Humbert vyslal dominikánské bratry do dnešního Řecka a Maďarska, k Saracénům, Arménům, Syřanům, Etiopanům a Tatarům.
Období jeho generalátu bylo dosti obtížné vzhledem ke sporům mezi žebravými řády a profesory na pařížské univerzitě. V 50. letech 12. století světští profesoři na pařížské univerzitě nesouhlasili s působením zástupců mendikantů, žebravých řádů františkánů a dominikánů. Hořel živý spor o obsazení jednotlivých křesel – kateder – světskými nebo řádovými kandidáty. Díky Humbertově působení se podařilo dojednat společné prohlášení nejvyššího dominikánského a františkánského představeného, čímž se nejen posílila pozice mendikantů na univerzitě, ale také se urovnaly nepříliš idylické vztahy obou řádů.
Humbert řídil celkem devět generálních kapitul řádu.
V roce 1255 byl požádán, aby jakožto právník posoudil konstituce kartuziánských mnichů. V roce 1256 se stal kmotrem jednoho z dětí sv. Ludvíka IX. Francouzského.
Po skončení působení v čele řádu se uchýlil do kláštera ve Valence (nebo v Lyonu), kde pokračoval v práci na svých spisech. Pokora mu nedovolila ujmout se funkce jeruzalémského patriarchy, která mu byla po rezignaci na funkci magistra řádu nabídnuta. Zemřel 14. července 1277 ve Valence poblíž Romans, kde byl také pohřben. V řádu je uctíván jako blahoslavený, jeho svátek se v řádu slaví v den jeho úmrtí, oficiálně však nikdy blahořečen nebyl.

## Spisy
Humbert zanechal velké množství rozličných děl sepsaných hlavně pro potřeby dominikánského řádu.
Exposito regulae beati Augustini Episcopi et super constitutiones fratrum praedicatorum – komentář k řeholi sv. Augustina a dominikánským konstitucím.
De eruditione praedicatorum – pojednání O formaci kazatelů doplněné o sbírku vzorových kázání, exempel k českému vydání připravuje dominikánské nakladatelství Krystal OP <link>; online dostupné v angličtině na https://web.archive.org/web/20130927113500/http://dominicanidaho.org/humbert.html)
Instructiones de officiis ordinis – pojednání o různých oficiích v dominikánských klášterech.
De praedicatione crucis contra Saracenos – manuál pro kazatele hlásající novou křížovou výpravu (dostupné on-line v latině http://www.jggj.dk/saracenos.htm); Humbert jej sepsal roku 1266 krátce poté, co saracéni dobyli Sefed a papež Klement VI. <link> pověřil dominikány kázáním nové křížové výpravy do Svaté země. Příručka se skládá ze 46 kapitol, v nichž Humbert kazatele připravuje na daný úkol a poskytuje jim nápady a podklady ke kázání. Tento manuál byl vysoce ceněn ještě i v 15. století, zvláště v Německu.
Epistola de regularis observantia disciplinae – krátký komentář, jak zavazují dominikánské konstituce a výnosy (nařízení, dekrety).
Liber de tractandis in concilio Lugdunensi, 1274 – kritizuje mnohé nešvary dobového kléru.
Opus tripartitum – nejrozsáhlejší dílo, staví se na stranu probíhající reformy církve, obhajuje křížové výpravy, pojednává o vztazích křesťanů a Arabů, analyzuje příčiny a důsledky řeckého schizmatu a navrhuje způsoby jeho překonání, vyzývá k misiím k pohanům. Papež bl. Řehoř X. jej jako jednu z knih prezentoval na Druhém lyonském koncilu roku 1274.